# Hubbard, Iowa
Hubbard är en ort i Hardin County i Iowa. Vid 2010 års folkräkning hade Hubbard 845 invånare.